# أحمد سفيان
أحمد سفيان أحمد أبو نورة (مواليد 9 أغسطس 1990) لاعب كرة قدم قطري يجيد اللعب في مركز حراسة المرمى لعب سابقاً مع منتخب قطر الوطني.

## مسيرة الاعب
كانت بداياته مع نادي مسيمير ولعب بعدها مع الوكرة وانتقل بعدها إلى الجيش وأعاره الجيش موسمين إلى نادي الخريطيات و بعدها اننقل إلى الخريطيات و إنتقل في موسم 2019-2020 إلى نادي الدحيل و بعدها انتقل إلى نادي الغرافة .

## وصلات خارجية
- أحمد سفيان على موقع قاعدة بيانات كرة القدم.إي يو (الإنجليزية)
- أحمد سفيان على موقع ناشيونال فوتبول تيمز (الإنجليزية)
- أحمد سفيان على موقع Soccerway.com (الإنجليزية)